# توماتینا

توماتینا (اسپانیایی: La Tomatina‎، تلفظ اسپانیایی: [la tomaˈtina]) جشنواره‌ای است که در آخرین چهارشنبه ماه اوت در نزدیکی شهر والنسیا در کشور اسپانیا برگزار می‌شود.
ده‌ها هزار نفر از اکثر نقاط جهان در این جشنواره گرد هم آمده تا یکصد تُن گوجه فرنگی را در یک نبرد خیابانی به سوی یکدیگر پرتاب کنند.

## تاریخچه
ماجرا از آخرین چهارشنبهٔ اوت سال ۱۹۴۵ آغاز شد. روزی که عده‌ای از جوانان در میدان اصلی شهر تلاش می‌کردند توجه رژهٔ کلّه‌گنده‌ها و غول‌پیکرها را به خودشان جلب کنند. این پسرهای جوان می‌خواستند در رژهٔ موزیسین‌ها، غول‌پیکرها و کلّه‌گنده‌ها، جایی برای خودشان داشته باشند.
انرژی زیاد این پسرهای جوان سرانجام باعث شد یکی از شرکت‌کنندگان زمین بخورد. این شرکت‌کننده از این اتفاق بسیار خشمگین شد و شروع کرد به زدنِ هر کسی که در جلوی راهش بود. در این گیر و دار یک بازار میوه قربانی خشم و هیاهوی جمعیت شد: مردم آنقدر به طرف همدیگر گوجه‌فرنگی پرتاب کردند که سرانجام نیروی پلیس مجبور به دخالت شد و به نبرد گوجه‌فرنگی پایان داد.
سال بعد جوان‌های شهر دعوا را خودشان شروع کردند و مهمات گوجه‌فرنگی را هم همراه خودشان آوردند. با این‌که در آن سال و در طول چند سال بعدی پلیس جشن‌های جنگ گوجه‌فرنگی را متوقف می‌کرد، اما آن جوان‌ها، بدون آن‌که خودشان بدانند، با پافشاری‌شان بر دعوا کردن با گوجه‌فرنگی، تاریخ‌ساز شدند. لا توماتینا در سال‌های اوایل دههٔ ۱۹۵۰ ممنوع بود، اما شرکت‌کنندگان به این موضوع اهمیتی نمی‌دادند و حتی به قیمت دستگیر شدن هم از رسمِ جدیدِ پرتاب گوجه‌فرنگی دست برنمی‌داشتند. به هر حال چند سال بعد ممنوعیت این جشن لغو شد و تعداد شرکت‌کنندگان، و البته تعداد گوجه‌فرنگی‌های قربانی‌شده، بیش‌تر و بیش‌تر شد و به شکل امروزی درآمد.

## اصلاحات در طول تاریخ فستیوال توماتینا
در سال ۱۹۵۰ شورای شهر اجازه برگزاری این جشنواره را بدون محدودیت داد اما متعاقب او همه ساله تعدادی از شرکت کنندگان جشنواره دستگیر می‌شدند البته آن‌ها به سرعت آزاد می‌شدند
جشنواره‌ای که شهرداری اجازه آن را داده بوده که با گوجه فرنگی پیوند داشت رسمها و سنت‌های دیگری را هم در دل خود اضافه کرد مثل جشنواره آب پاشی که شرکت کنندگان با ظرفهای آب به همدیگر اب می‌پاشند و سنتهای مشابه ولی در سال ۱۹۵۷ دوباره قانون ممنوعیت وضع شد و متخلفین زندانی می‌شدند
در سال ۱۹۵۹ قانون فستیوال توماتینا تصویب شد و این فستیوال قانونی شد ولی یک سری هنجارها به فستیوال اضافه شد بر این اساس شرکت‌کننده‌ها بعد از شنیدن صدای زنگ پرت کردن گوجه فرنگی را شروع می‌کردند و بعد از شنیدن صدای زنگ دوم مجبور بودند که مراسم را تمام کنند
از سال ۱۹۷۵ تا ۱۹۸۰ فستیوال توسط سان لوئیس برتران سازماندهی می‌شد کسی که گوجه‌ها را حمل می‌کرد قبل از او هر کس که به‌طور شخصی باید گوجه فراهم می‌کرد و تا جایی که که این جشنواره در سرتاسر اسپانیا بسیار مردمی و محبوب شد به‌طوری‌که خاویر باسیلیو در یک برنامه تلویزیونی از این جشنواره گزارش داد
البته از سال ۱۹۸۰ به بعد شهرداری گوجه فرنگی‌های فستیوال را فراهم می‌کرد
در سال ۲۰۰۲ جشنواره توماتینا به یک جشنواره توریستی بین‌المللی تبدیل شد.